# Äquale Stunde
Äquale Stunden (äqual von lateinisch aequalis; in der Bedeutung von entsprechend, gleich, gleichartig) sind Zeiteinheiten von jeweils gleicher Dauer -- d. h. sie sind nicht wie saisonale und temporale Stunden in jeder Jahreszeit unterschiedlich lang.
Besondere äquale Stunden sind die 24 gleich langen äquinoktialen Stunden eines Volltages, die der heutigen Zeitrechnung zugrunde liegen.
Äquale Stunden können sowohl für den vollen Tag als auch für Teile eines Tages verwendet werden, z. B. um die totale Dunkelheitsphase der Nacht oder die Kernzeit des lichten Tages in gleich lange Zeiträume zu unterteilen.

## Äquale Stunden im Alten Ägypten
Im Alten Ägypten ist die früheste Verwendung von äqualen Stunden durch eine Inschrift aus der Zeit von Amenophis I. um 1525 v. Chr. belegt. Der Einsatz von Wasseruhren ermöglichte individuelle Stundeneinheiten; beispielsweise für die Einteilung der Dekan-Stern-Abstände, wobei auch Bruchteile von Stunden Berücksichtigung fanden.
Für die Zeit zwischen zwei Sonnenaufgängen wurden zehn äquale Stunden verwendet.

## Äquale Stunden in Babylonien
Die temporale Stunde war den Babyloniern bis zum dritten Jahrhundert v. Chr. unbekannt. Es wurden jedoch Versuche unternommen, einen zweiten idealen Kalender mit saisonalen Stunden neben dem astronomischen System der äqualen Stunden zu etablieren. Bartel Leendert van der Waerden analysierte 1974 das babylonische System des idealen Kalenders:

„Die Umwandlung der BERU-Doppelstunden entspricht nicht der späteren griechischen genauen Methode, sondern stellt nur eine sehr ungenaue Tageseinteilung dar.“

Otto Neugebauer bekräftigte 1975 diese Erkenntnis als wichtiges Unterscheidungsmerkmal zu den späteren griechischen temporalen Stunden. Die Dauer des lichten Tages und der Nacht wurde von den babylonischen Astronomen mit einem Gnomon und einer Wasseruhr weiterhin in BERU sowie UŠ gemessen. Die Zeitabschnitte waren hinsichtlich der Himmelsbeobachtung in äquale Zeiteinheiten unterteilt. Der Gebrauch eines Gnomons in Verbindung einer Wasseruhr ist in den MUL.APIN-Keilschrifttafeln bereits um 700 v. Chr. belegt.
Aus deren Inhalt geht hervor, dass die Werte für die Dauer des lichten Tages und der Nacht während vier Coluren erfasst wurden, die sich am längsten und kürzesten Tag des Jahres ausrichteten. Die Aufzeichnungen weisen Gnomontabellen auf, die jedoch nur für den 15. Nisan und den 15. Tammuz erhalten sind. Die Tabellen für den 15. Tišri und den 15. Tebetu standen am Anfang der weggebrochenen zweiten Kolumne. Die Gnomontabellen sind in der Form abgefasst, dass die Länge des Gnomons einer mesopotamischen Elle entspricht, die zwischen 40 und 50 cm maß.
Ein 24-Stunden-Tag beinhaltete zwölf Dannas, die wiederum unter Berücksichtigung des babylonischen Modells der mittleren Sonne zwölf äquinoktiale Einheiten umfasste, die jeweils 120 Minuten dauerten. Die äqualen Stunden hatten das sumerische System des am lichten Tag zu Fuß zurückgelegten Weges als Grundlage. Die Maßeinheit, die eine Distanz von etwa 10 km als Rechengröße hat, wird in der modernen Literatur fälschlicherweise auch Doppelstunde genannt.